# Бетвумен (телесеріал)
«Бетвумен» (англ. Batwoman) — американський супергеройський телесеріал, створений Керолайн Дріс і Грегом Берланті  . П'ятий проект Всесвіту «Стріла». Заснований на коміксах про всесвіт Бетмена, концентруючи сюжет на однойменній супергероїні, яка в даній інтерпретації є його двоюрідною сестрою. Дебют Бетвумен раніше відбувся в кросовері Інші світи, дія якого відбувається пізніше початку подій даного серіалу.
Прем'єра серіалу відбулася 6 жовтня 2019 року на каналі The CW. 7 січня 2020 серіал було продовжено на другий сезон. У травні 2020 року було оголошено, що Рубі Роуз  пішла з серіалу, і що буде проведен рекаст. В лютому серіал було продовжено на третій сезон. 29 квітня 2022 року телесеріал було закрито після трьох сезонів.

## Сюжет
Кейт Кейн - колишній солдат із Готема, дискредитована лесбійським зв'язком з однополчанкою. Роки по тому, коли її кохана зникає під час виконання чергової місії в місті, Кейт повертається в рідне місто до свого батька, який очолює елітний загін по боротьбі зі злочинністю «Ворони». Намагаючись самостійно знайти якісь зачіпки, Кейт несподівано дізнається, що є двоюрідною сестрою Бетмена, який таємничо зник три роки тому (у 2016 році, згідно з Всесвітом Стріла). Кейт вирішує продовжити справу брата і стає Бетвумен.

## В ролях

### Головний склад
- Рубі Роуз — Кейт Кейн / Бетвумен (1 сезон)
- Рейчел Скарстен — Бет Кейн / Аліса
- Меган Танді — Софія Мур
- Николь Канг — Мері Хемільтон
- Камрус Джонсон — Люк Фокс
- Елізабет Енвейс —Катрин Хмільтон-Кейн
- Дугрей Скотт — Джейкоб Кейн
- Джавісія Леслі — Раян Уалдер/Бетвумен

### Другорядний склад
- Рейчел Меддоу — голос Венери Фейрчайлд
- Грейстон Холт — Тайлер
- Брендон Зуб — Чак Доджсон
- Кріс Шилдс — мер Майкл Айкінс
- Сем Литлфилд — Джонні Картрайт / Миш
- Крістіна Вульф — Джулія Пенніворт

## Сезони
| Сезон | Сезон | Епізоди | Дата показу    | Дата показу    |
| Сезон | Сезон | Епізоди | Прем'єра       | Фінал          |
| ----- | ----- | ------- | -------------- | -------------- |
|       | 1     | 20      | 6 жовтня 2019  | 17 травня 2020 |
|       | 2     | 18      | 17 січня 2021  | 27 червня 2021 |
|       | 3     | 13      | 13 жовтня 2021 | 2 березня 2022 |

## Виробництво

### Зйомки
Зйомки пілотного епізоду почалися 4 березня 2019 року, а закінчилися 25 березня 2019 року на території Канади, міста Ванкувер. Додаткові зйомки проходили в  Чикаго, штат Іллінойс.  Зйомки на частину сезону почалися 4 липня і планується завершити 2 грудня 2019 року на території Ванкувер, Канада.